# Sault-de-Navailles
Sault-de-Navailles település Franciaországban, Pyrénées-Atlantiques megyében. Lakosainak száma 944 fő (2022. január 1.). Sault-de-Navailles Bassercles, Beyries, Bonnegarde, Castaignos-Souslens, Marpaps, Balansun, Labeyrie, Lacadée, Mesplède és Sallespisse községekkel határos.

## Népesség
A település népessége az elmúlt években az alábbi módon változott:
| Lakosok száma | 853  | 868  | 896  | 898  | 920  | 941  | 946  | 943  | 944  |
|               | 2013 | 2015 | 2016 | 2017 | 2018 | 2019 | 2020 | 2021 | 2022 |